# 萱島信任
萱島 信任（かやしま のぶとう、信右衛門、? - 1834年（天和5年）3月）は、国東半島にあった豊後国国東郡綱井村（現：国東市国東町大字綱井）の庄屋（村長）。

## 略歴
明和8年（1771年）、父進右衛門が没すると、信任は7・8歳にしてその跡を継ぎ庄屋となった。
安永7年（1778年）、15歳の時に信任は高雄池（たかおいけ）の築造に取りかかる。綱井村は干ばつに襲われて困窮し、水の確保が重要な課題であった。村内の高雄には父進右衛門が築造した新池があったが、水が溜まらず、使用されないままになっていた。信任は地盤を深く掘り進めるとともに堅固な堤防を築き、この新池を再興したのである。高雄池は、堤高16.2m、堤頂長118.0mで、貯水量は70,000m3。受益面積は56.0haに及ぶ。
信任はまた、以前からあった他の池の整備も行ったほか、高雄池と美迫池、古池と美迫池を結ぶ水路も整備して、複数のため池を連携して用水を公平かつ効率的に分配するシステムを構築した。
また後には杵築藩の水道方として、生涯、用水供給システムの整備に尽力した。

## 評価
明治34年（1901年）8月には萱島信任の功績を讃えた石碑が庄屋屋敷跡近くに建立された。また、高雄池のほとりにも石碑が建立されており、毎年7月1日に「池まつり」という感謝祭が執り行われている。
萱島によって築造された高雄池を始めとするため池群等によって形成された国東半島・宇佐地域の農林水産業のシステムは、国東半島・宇佐の農林水産循環システムとして、2013年に世界農業遺産に認定された。